# Abramo Hasdai
Abramo Hasdai anche noto come Abraham Hasdai ben Samuel Halevi (Barcellona, 1230 – 1280 circa) è stato un traduttore arabo, è un traduttore di testi ebraici vissuto a Barcellona (Spagna) nel XIII secolo, con molte traduzioni al seguito e sostenitore di Maimonide.

## Biografia
Era il figlio del poeta Samuel ibn Hasdai Halevi, ed era un assiduo sostenitore di Maimonide. Prese parte alla lotta tra i seguaci e gli avversari del filosofo, con delle epistole. Ha inviato una lettera a Judha ibn al-Fakhar di Toledo, in cui ha espresso la speranza di convertirlo alla maimonidea. Allo stesso tempo, lo ha accusato suoi attacchi sul vecchio grammatico Ḳimḥi,, principale avversario di Maimonide, in termini di censura. Inoltre, ha indirizzato una lettera per lo stesso Abulafia, in cui esprimeva stupore che un uomo con la posizione dovrebbe unirsi con coloro che si opponevano Maimonide e disprezzato un uomo come Ḳimḥi. Ha indirizzato un'altra lettera, in collaborazione con il fratello Giuda, agli ebrei di Castiglia, Aragona, Navarra e Leon, gravemente accusava gli anti-maimonidisti, fanatici, che avevano bruciato alcuni scritti di Maimonide a Parigi e Montpellier.

## Opere
Hasdai fu traduttore assiduo dall'arabo in ebraico; alcune opere arabe sono note solo attraverso le sue traduzioni. Tra le sue traduzioni :
1. "Sefer ha-Tappuah," dalla pseudo-aristotelico "Kitab al-Tuffaḥah"[6]. Il testo arabo originale è perduto.
2. "Mozene Zedek," dal lavoro etico di Ghazali intitolato "Mizan al-'Amal".[7]. L'originale in arabo è stato perso.
3. Traduzione di Ibn Hasdai sostituisce citazioni di Ghazali dal Corano e dalla Sunna con i loro equivalenti di Bibbia e Talmud[8].
4. "Sefer ha-Yesodot," dal di Isaac Israeli "Kitab al-Istiḳat" (trad. tedesco da S. Fried, "Das Buch der Elemente", Frankfort-on-the-Main, 1900;. Prima apparizione come dissertazione inaugurale , Lipsia, 1884). Ibn Hasdai tradotto il libro su richiesta di David Ḳimḥi, e alcuni passaggi, rispetto per Steinschneider, concordano esattamente con la traduzione latina dovrebbe essere stata fatta da Gerardo da Cremona. Un'altra traduzione in ebraico del libro dovrebbe essere da Mosè ibn Tibbon, anche se entrambe le traduzioni sono l'introduzione di Ibn Hasdai (vedi traduzione di S. Fried, p. 73). L'originale arabo è perso.
5. Maimonide '"Sefer ha-Miẓwot." Frammenti di traduzione di Hasdai sono conservate in citazioni di Naḥmanides e Aaron ha-Levi, contenuta in "Le Livre des Préceptes," p. 26 di M. Bloch (Parigi, 1888).
6. Maimonide '"Iggeret Teman." Due passaggi di traduzione di Ibn Hasdai sono date in Steinschneider[9]. Ci sono altre due traduzioni ebraiche esistenti di entrambi i libri precedenti di Maimonide.
7. Ben ha-Melek veha-Nazir. Si tratta di un rifacimento, basato su una fonte in arabo, di Barlaam e Ioasaf, a sua volta tratto dalla Vita del Buddha. La domanda fino a che punto Ibn Hasdai abbia introdotto nuove storie nel vecchio quadro, e su quale traduzione in arabo del persiano originale o indiano abbia usato, attualmente non possono essere determinati, ma la sua versione è uno dei fattori più importanti nella indagine critica di come questa storia del Buddha è stata trasmessa da Est a Ovest. Lo stile ebraico delle traduzioni di Ibn Hasdai è elegante e chiaro.[10][11].

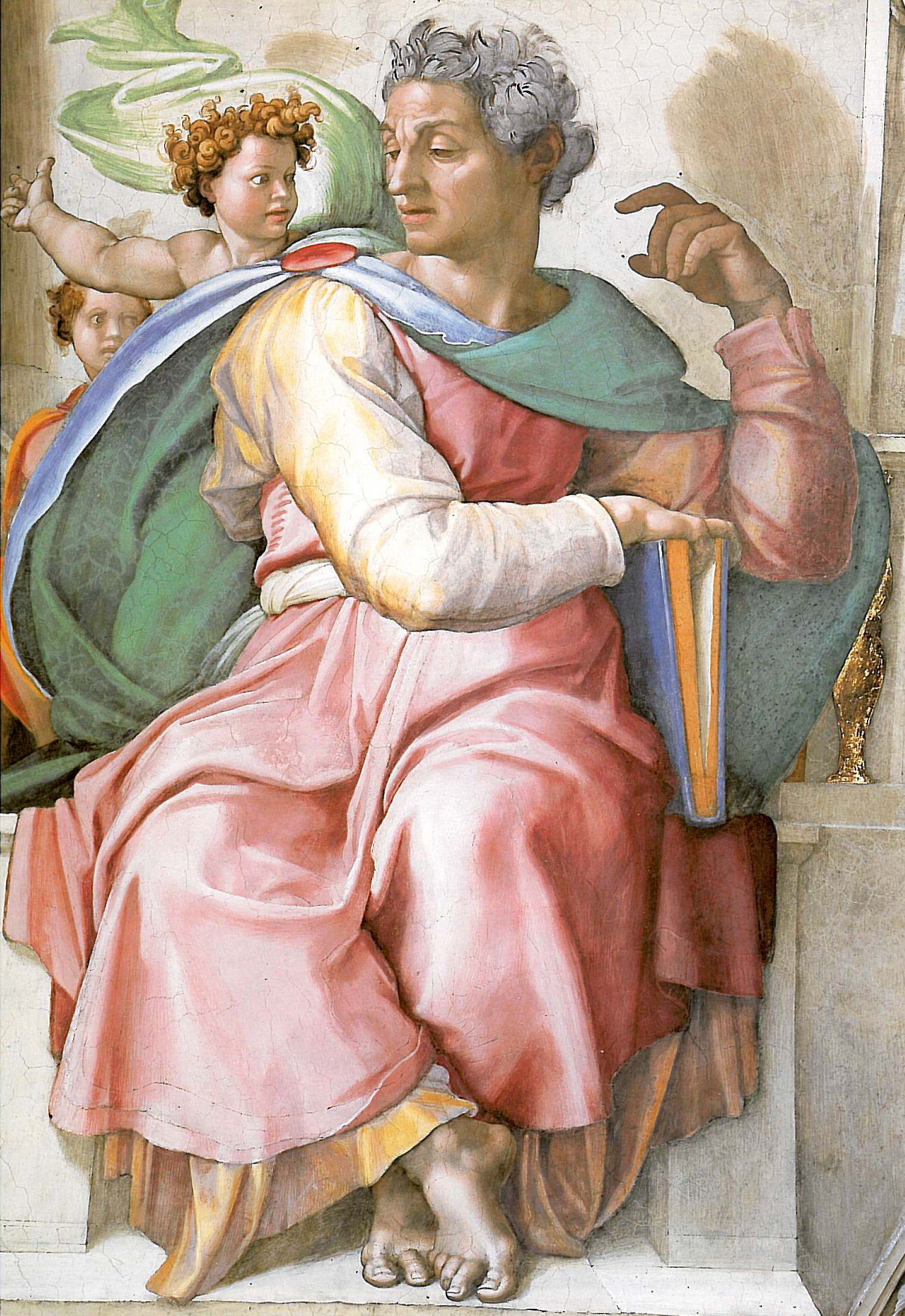
il profeta Isaia tratto dalla Bibbia